# Льготак Любов Антонівна
Любов Антонівна Льгота́к (нар. 4 червня 1906, Майкоп — пом. 25 грудня 1983, Харків) — український радянський графік; член Харківської організації Спілки радянських художників України з 1946 року.

## Біографія
Народилася 22 травня [4 червня] 1906 року в місті Майкопі (нині Адигея, Росія). Протягом 1922—1925 років навчалася у Харківській художньо-промисловій профшколі; у 1925—1930 роках — у Харківському художньому інституті, де її викладачами були зокрема Олексій Кокель, Василь Єрмилов, Микола Бурачек.
Жила у Харкові в будинку на вулиці Танкопія, № 3, квартира № 24. Померла у Харкові 25 грудня 1983 року.

## Творчість
Працювала в галузі станкової графіки, переважно у техніці кольорової ліногравюри. Серед робіт:
- «Жито» (1945);
- «Харків. Парк імені Тараса Шевченка. Вечір у День Перемоги» (1947);
- «Оперний театр. Харків» (1949);
- «Сумська вулиця в Харкові» (1951);
- «На просторах України» (1954);
- «Будинок-музей Тараса Шевченка в Києві» (1961);
- «Вічний вогонь» (1962);
- «Червоні троянди» (1963);
- «Мільйонний трактор Батьківщині» (1967);
- «Птахоферма» (1970).

Брала участь у республіканських виставках з 1945 року, всесоюзних — з 1950 року, зарубіжних — з 1963 року. Персональна виставка відбулася у Харкові у 1976 році.